# Neuroleon (Neuroleon) belohensis
Neuroleon (Neuroleon) belohensis is een insect uit de familie van de mierenleeuwen (Myrmeleontidae), die tot de orde netvleugeligen (Neuroptera) behoort. 
Neuroleon (Neuroleon) belohensis is voor het eerst wetenschappelijk beschreven door Navás in 1924.